# Зельцер, Марк Ефимович
Марк Ефимович Зельцер (род. 8 апреля 1947, Кишинёв, Молдавская ССР, СССР) — советско-американский пианист, музыкальный педагог.

## Биография
Марк Зельцер родился в Кишинёве. Его отец, Ефим Эммануилович (Хаим Менделевич) Зельцер (1910—1991), был проректором по административно-хозяйственной части Кишинёвской консерватории (впоследствии Молдавская государственная консерватория и Институт искусств имени Г. Музическу), мать — Берта Марковна Зельцер (урождённая Пестер, 1916—2008) — была концертмейстером и преподавателем в той же консерватории. Дед по материнской линии — Марк (Мордехай) Яковлевич Пестер (5 (17) марта 1884, Бендеры — 7 марта 1944, Коканд) — был видным музыкальным педагогом и дирижёром в предвоенной Бессарабии, выпускник Санкт-Петербургской консерватории по классу скрипки Л. С. Ауэра, преподаватель частных кишинёвских консерваторий «Unirea» и «Municipal», с 1940 года — профессор и заведующий кафедрой струнных инструментов Кишинёвской консерватории.
Марк Зельцер начал обучение игре на фортепиано под руководством матери, учился в Кишинёвской средней музыкальной школе-десятилетке имени Е. Коки, дебютировал в девятилетнем возрасте в сопровождении камерного оркестра под управлением Фроима (Ефрема) Абрамовича Вышкауцана. Будучи студентом Московской государственной консерватории (класс специального фортепиано Я. В. Флиера, класс камерного ансамбля Т. А. Гайдамович), Зельцер стал лауреатом нескольких международных конкурсов (конкурса пианистов Ферручио Бузони в Больцано в 1968 году, гран-при конкурса Лонг-Тибо в Париже, Всесоюзного конкурса пианистов в Москве). После окончания консерватории был распределён в Кишинёв, где преподавал в Институте искусств имени Г. Музическу, а затем начал сольную карьеру.
С 1975 года — в США, живёт в Нью-Йорке. С 1998 года — профессор колледжа в Луизиане (Centenary College of Louisiana), продолжает сольную карьеру. Кроме сольных, осуществил несколько записей с Гербертом фон Караяном, Рудольфом Баршаем, Йо-Йо Ма, Анне-Софи Муттер. Вместе с женой создал веб-сайт everynote.com, поставив целью сделать доступными все когда-либо созданные классические произведения.
Младший брат Зельцера — адвокат Эммануил Ефимович Зельцер (Emanuel Zeltser, род. 1953) — был в центре внимания нескольких громких процессов и находился в заключении в Белоруссии в 2007—2008 годах. Дочь — Элизабет Зельцер-Волошин (англ. Elizabeth Zeltser, род. 1978) — скрипачка.

## Записи
- С Гербертом фон Караяном и Рудольфом Баршаем
- Mark Zeltser Plays Rachmaninoff & Prokofiev. Sergei Prokofiev. Rhapsody on a Theme by Paganini Op. 43 & Piano Concerto No. 3 in C major Op. 26; Sergei Rachmaninov. Rhapsody on a Theme by Paganini Op. 43. Mark Zeltser (piano), Cologne Radio Symphony Orchestra Rudolf Barshai. Laurel Records, 1978 и 1999.[5]
- S. Prokofiev. Sonata No. 8 in B flat Major & Five Sarcasms op. 13; M. Balakirev: Islamey. Серия «CBS/Columbia Masterworks». Columbia Records, 1978.
- Ludwig van Beethoven. Triple Concerto, op. 56. Mark Zeltser, Anne-Sophie Mutter & Yo Yo Ma performing with the Berlin Philhamornic Orchestra under the baton of Herbert von Karajan. Deutsche Grammophon, 1978, 1986, 1990, 1997, 1998 и 2008.